# Karl Schmidt (Bürgermeister)

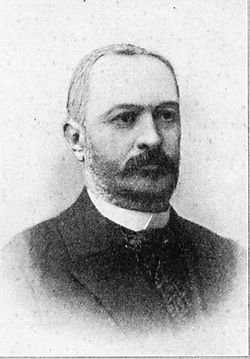
Karl Schmidt

Karl-Ferdinand Alexander Schmidt (rumänisch Carol Schmidt, russisch Карл Александрович Шмидт) (* 25. Juni 1846 in Bălți; † 9. März 1928 in Chișinău) war ein bessarabischer Politiker. Er war der am längsten amtierende Bürgermeister von Chișinău (1877–1903).

## Biographie
Schmidt wurde 1846 in Bălți geboren, sein Vater war Deutscher und seine Mutter Polin. Die Familie wurde in den russischen Adel integriert.

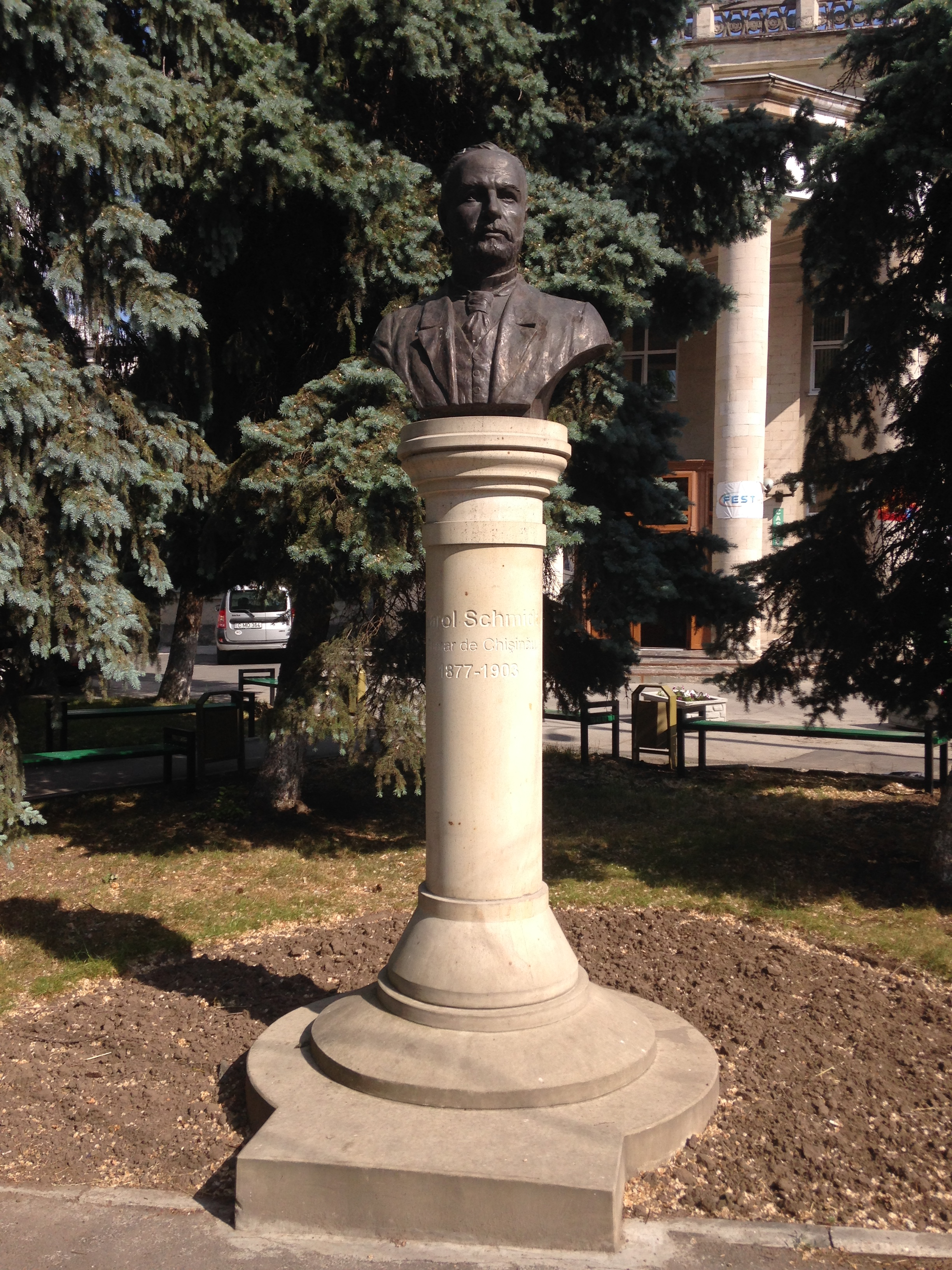
Büste von Carol Schmidt in Chișinău

Von 1857 bis 1863 studierte er am Regionalen Gymnasium in Chișinău, von 1863 bis 1864 an der Fakultät für Physik und Mathematik der Universität St. Wladimir in Kiew. 1865 wurde er an die Juristische Fakultät der Universität Odessa aufgenommen, die er mit dem Doktorgrad in Rechtswissenschaften abschloss.

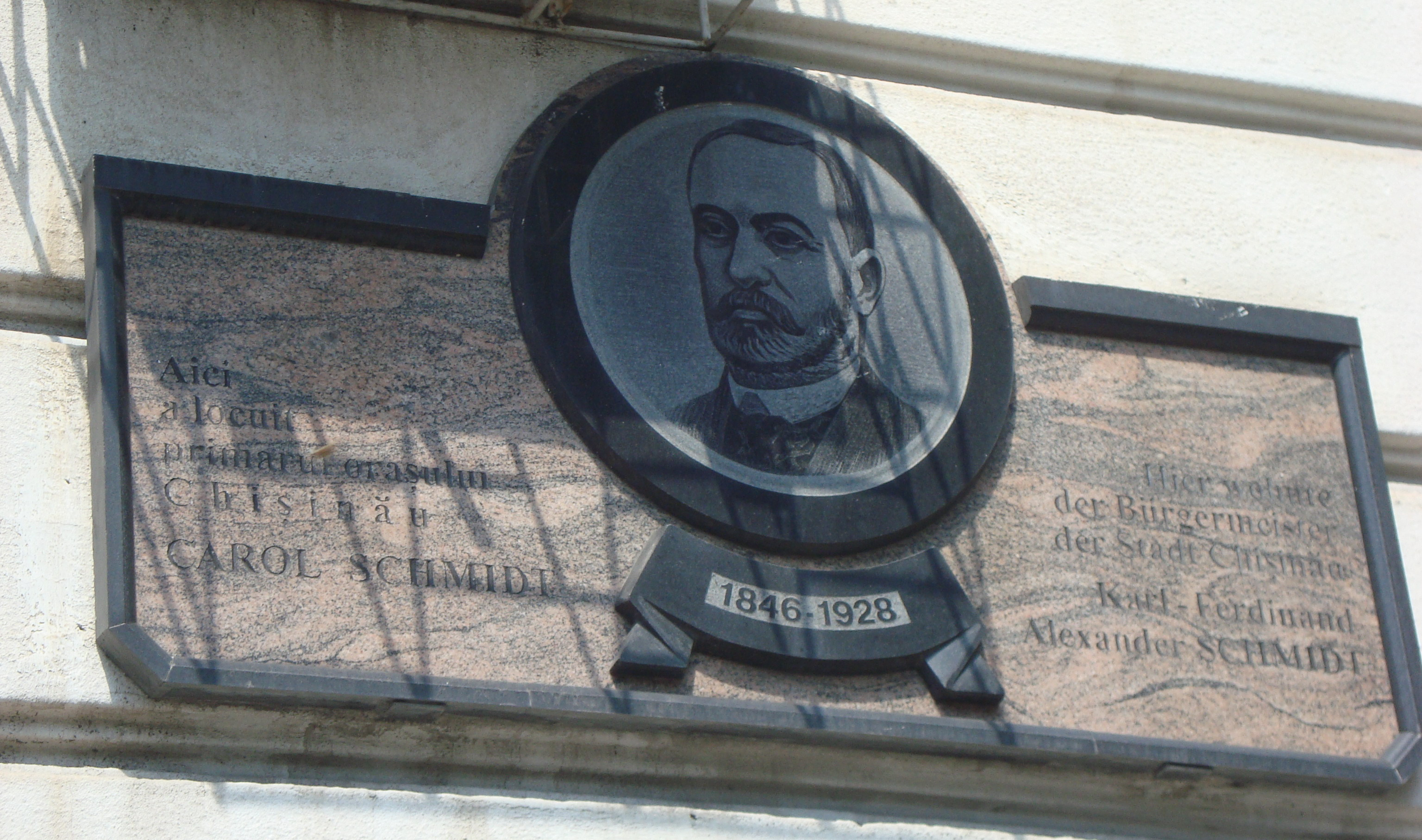
Schmidt-Gedenkstätte in Chisinau, rumänisch und deutsch

Schmidt war Bürgermeister von Chișinău (ab 1877 gewählt und bis 1901 nacheinander wiedergewählt). 1903, nach dem Pogrom gegen die Juden, trat er von seinem Amt als Bürgermeister zurück.
Er starb 1928 in Chișinău im Alter von 81 Jahren. Sein Sohn Alexander war auch Bürgermeister von Chișinău zwischen 1917 und 1918.
Am 10. Mai 2014 wurde die Büste von Carol Schmidt vor der Nationalphilharmonie in Chișinău eingeweiht, in der Nähe des Hauses, in dem der ehemalige Bürgermeister von Chișinău lebte.